# 熊岡冬夕
熊岡 冬夕（くまおか ふゆ、8月3日 - ）は、日本の漫画家。女性。血液型B型。主に『別冊フレンド』（講談社）で活動している。

## 略歴
- 2007年第34回BF新人まんが賞佳作を受賞。受賞作である『アンダースタンド』でデビューした[1]。

- ︎2015年『花君と恋する私』が200万部を突破した

## 作品リスト
全て講談社コミックス別冊フレンドから刊行されている。
- マイヒーロー!（『別冊フレンド』2009年 - 2010年、全2巻）
- 花君と恋する私[注 1]（『別冊フレンド』2011年 - 連載中[注 2]、既刊10巻）
  1. 2011年8月11日発売[2]、『別冊フレンド』2011年5月号 - 8月号、ISBN 978-4-06-341755-5
  2. 2012年2月13日発売[3]、『別冊フレンド』2011年10月号 - 2012年1月号、ISBN 978-4-06-341784-5
  3. 2012年6月13日発売[4]、『別冊フレンド』2012年3月号 - 6月号、ISBN 978-4-06-341807-1
  4. 2012年10月12日発売[5]、『別冊フレンド』2012年7月号 - 10月号、ISBN 978-4-06-341822-4
  5. 2013年2月13日発売[6]、『別冊フレンド』2012年11月号 - 2013年2月号、ISBN 978-4-06-341841-5
  6. 2013年6月13日発売[7]、『別冊フレンド』2013年3月号 - 6月号、ISBN 978-4-06-341862-0
  7. 2013年11月13日発売[8]、『別冊フレンド』2013年7月号 - 10月号、ISBN 978-4-06-341886-6
  8. 2014年3月13日発売[9]、『別冊フレンド』2013年12月号 - 2014年3月号、ISBN 978-4-06-341906-1
  9. 2014年7月11日発売[10]、『別冊フレンド』2014年4月号 - 7月号、ISBN 978-4-06-341929-0
  10. 2015年2月13日発売[11]、『別冊フレンド』2014年8 - 10月号、2015年2月号、ISBN 978-4-06-341956-6
- 私の好きな人（2012年2月13日発売[12]、ISBN 978-4-06-341786-9）
  - 私の好きな人
  - ラブリーフレンドシップ
  - 雪町バス
  - ノートブック

### アンソロジー
- BF ジューシー・コレクション 放課後発情期（2008年5月13日発売[13]、ISBN 978-4-06-341578-0）
  - ノートブック
- いちばん大好きなカレ。（2008年12月12日発売[14]、ISBN 978-4-06-341603-9）
  - あの子と書道室
- 原色ツンデレ男子。俺様スウィート（2009年3月13日発売[15]、ISBN 978-4-06-341616-9）
  - 雪町バス
- 片想いと両想いのあいだ。（2009年4月13日発売[16]、ISBN 978-4-06-341621-3）
  - シロの指輪
- 禁断の恋人（2009年6月12日発売[17]、ISBN 978-4-06-341626-8）
  - グッバイ・フレンド
- それでも忘れられない恋（2009年11月13日発売[18]、ISBN 978-4-06-341654-1）
  - 春過ぎバースデイ
- 泣きたい夜の感動愛（2011年2月10日発売[19]、ISBN 978-4-06-341732-6）
  - たびだちの日
- 極上スイーツ男子！（2011年3月11日発売[20]、ISBN 978-4-06-341739-5）
  - 私の好きな人
- セカイでいちばん好きな人（2011年8月11日発売[21]、ISBN 978-4-06-341758-6）
  - ラブリーフレンドシップ
- ゼッタイ、ぜったい、好きな人。（2012年8月10日発売[22]、ISBN 978-4-06-341817-0）
  - 花君と恋する私 番外編
- 僕たち、真剣交際しています。（2013年11月13日発売[23]、ISBN 978-4-06-341888-0）
  - 花君と恋する私 番外編のっち。
- 君の好きな子になりたい。（2014年3月13日発売[24]、ISBN 978-4-06-341910-8）
  - 花君と恋する私<番外編> こー子
- 恋する私のそばにいて。（2015年2月13日発売[25]、ISBN 978-4-06-341957-3）
  - 花君と恋する私 番外編〜はつこい〜